# Ekonomicheskoye
Ekonomicheskoye (del ruso: Экономическое) es un selo del raión de Krymsk del krai de Krasnodar, en Rusia. Está situado a orillas del río Gechepsin, afluente del río Adagum, tributario del Kubán, 8 km al noroeste de Krymsk y 85 km al oeste de Krasnodar. Tenía 1 555 habitantes en 2010
Pertenece al municipio Kíyevskoye.